# Bendilló
Bendilló (llamada oficialmente Santa María de Bendilló) es una parroquia y una aldea española del municipio de Quiroga, en la provincia de Lugo, Galicia.

## Organización territorial
La parroquia está formada por dos entidades de población:
- Bendilló
- Vilar de Mondelo

## Demografía

### Parroquia
| Gráfica de evolución demográfica de Bendilló (parroquia) entre 2000 y 2024 |
|                                                                            |
| Datos según el nomenclátor publicado por el INE.                           |

### Aldea
| Gráfica de evolución demográfica de Bendilló (aldea) entre 2000 y 2024 |
|                                                                        |
| Datos según el nomenclátor publicado por el INE.                       |